# Jenki Zulu
A Jenki Zulu (eredeti cím: There's a Zulu On My Stoep vagy nemzetközi forgalmazásban Yankee Zulu), 1993-ban bemutatott dél-afrikai vígjáték, rendezője Gray Hofmeyr. A film főszereplői Leon Schuster (aki íróként is közreműködött a filmben) és John Matshikiza. A két gyerekkori barát, a fehér Rhino és a fekete Zulu, akik az apartheid idején nőttek fel együtt, felnőttként találkoznak újra egy nyertes lottószelvénynek köszönhetően, ám szembe kell nézniük Rhino volt feleségével, Rowenával és új párjával, a fasiszta rendészeti szervezetet vezető Diehard századossal.
Míg a film a közönség körében nagy sikert aratott, a kritikusok jellemzően gyermeteg humora és a rasszizmus kezelése miatt kritizálták. A film fontos momentuma is váltott ki vitákat: a fehér Rhinót a film során feketére, míg a fekete Zulut fehérre maszkírozzák.

## Cselekmény
|  | Alább a cselekmény részletei következnek! |

Dél-Afrikában az apartheid idején a fehér Rhino Labuschagne és a fekete Zulu Mashebela a legjobb barátok voltak egészen addig, míg Rhino – amerikai barátnője, Rowena nyomására – le nem lőtt egy konzervdobozt Zulu fejéről. Ez a barátságuk végét jelentette. 25 évvel a történtek után Zulu autólopásért ül börtönben New Yorkban.Bár felvette az amerikai akcentust, nem feledkezett meg gyökereiről: ő ugyanis a "sárlövő világbajnok". Zulut hazatoloncolják Dél-Afrikába, ahol a reptéren az IFEJ (Idegen Fenyegetés Jobboldali Elhárítása) nevű szervezet veszi őt át.
Az IFEJ egy fasiszta szervezet, amit Rowena új párja, a német Diehard százados vezet. Rhino vadgazdálkodó lett, aki a farmján él fekete lányával, Tienkie-vel. Rowena 250 000 randot (a magyar változatban dollárt) követel Rhinótól a házassági szerződésük alapján. Diehard személyesen szállítja Zulut a reptérről a börtönbe, neki azonban az út során sikerül megszöknie Diehard nyertes sorsjegyével. Menekülése során Zulu összetalálkozik Rhinóval és Tienkie-vel, akiket sikerül meggyőzniük, hogy menjenek el Sun City-be a sorsolásra, a nyereményt pedig osszák el fele-fele arányban (pénzt ugyanis csak akkor nyernek, ha a nyertes sorsjegyet bemutatva részt vesznek a televíziós sorsoláson). Sun City-ben Tienkie összebarátkozik Vilmos herceggel, aki édesapjával, Károly herceggel tartózkodik a városban és megnézik a moziban a Reszkessetek, betörők! című filmet. Rhinónak sikerül megnyernie az 500 000 randot, a csekk azonban elszakad. Ezután Diehard és Rowena üldözőbe veszi őket, ám a két férfinek sikerül álruhát öltenie: egy Antonio nevű sminkmester Zulut fehér, míg Rhinót fekete emberré maszkírozza. Ezután találkoznak Rowenával, akinek Zulu egy von Mauchausen-Klarks nevű báróként mutatkozik be, Rhinóról pedig azt állítja, hogy ő a szolgája, Moses. Az új helyzetét kiélvezni akaró Zulu nem tud ellenállni Rowena meghívásának és elmegy a házukba az IFEJ rendezvényére (ami a zsebtolvajláshoz is remek eseménynek ígérkezik).
A partin azonban Diehard és Rowena felismeri a két férfit. Zuluék a biztonsági rendszer beindításával próbálnak elmenekülni, de Rowena elkapja őket. Zulu odaadja Rowenának a nyereménycsekk egyik felét, de a másik felét Rhino korábban Tienkie-nek adta, aki azonban elrejtőzött. Rhinót és Zulut fogdába zárják, ahol konfliktusukat a "konzerv-incidens" újrajátszásával rendezik, csak most fordított felállásban. Ezután Diehard és Rowena egy szakadékhoz viszi őket, ahol egy hosszú deszkára rakják őket megkötözve. Csak Elsie, az elefánt választja el őket attól, hogy a mélybe zuhanjanak a folyóba, amiben "Krokodil Gorge" úszkál. Vészesen közeledik azonban Elsie párja, Dobie: ha fél órán belül nem kerül elő a csekk másik fele, Elsie feláll a deszkáról, Rhino és Zulu pedig lezuhan.
Tienkie és Vilmos csapdákat készítenek, hogy legyőzzék Rowenát, és Diehardot. Eközben kiderül, hogy Zulu Tienkie igazi apja, a lány anyja pedig Thandi, Zulu gyerekkori barátja. Rhino azt is elmondja Zulunak, hogy örökbe fogadta Tienkie-t, miután Thandi meghalt. Ezután ketten rábeszélik az elefántot, hogy engedje szabadon őket. A kemény csapdákat is túlélő Diehard megpróbálja kivégezni Tienkie-t és Vilmost egy sziklán, de Zulu sárlövő tudásának köszönhetően kiüti Diehardot, aminek következtében a férfi lezuhan a szikláról.
Zulu, Rhino és Tienkie összeölelkeznek, miközben Vilmos visszamegy az apjához. Tienkie számára is bebizonyosodik, hogy Zulu a valódi apja. A zárójelenetben Diehard kimászik a folyóból, miközben ikonikus mondatát motyogja: "Egy tiszt a pokolban is tiszt!" (az angol verzióban: "They do not call me 'Diehard' for nothing!" vagyis "Nem semmiért hívnak Diehardnak!"). Ekkor azonban az elefánt ráül, és feltehetően halálra zúzza.
|  | Itt a vége a cselekmény részletezésének! |

## Szereplők
- Leon Schuster – Rhino Labuschagne (magyar hang: Barbinek Péter)
- John Matshikiza – Zulu Mashabela (Csuja Imre)
- Wilson Dunster – Diehard százados (Harsányi Gábor)
- Terri Treas – Rowena Labuschagne (Farkasinszky Edit)
- Michelle Bowes – Tienkie Labuschagne (Nemes Takách Kata)
- Peter Hugo – Károly herceg
- Skye Svorinic – Vilmos herceg
- Ruan Mandelstam – a fiatal Rhino (Szuper Levente)
- Bobo Seritsani – a fiatal Zulu
- Marie Van Deventer – a fiatal Rowena
- Mbali Dadla – Thandi
- Sue Pam-Grant – Brigette
- Russel Savadier – Antonio
- Lillian Dube – Rosie (Némedi Mari)
- Christine le Brocq – Vilmos herceg nevelőnője (Fodor Zsóka)
- Pierre Knoessen – udvari hírvivő (Horányi László)
- David Webb – börtönőr (R. Kárpáti Péter)

## Fogadtatás
A Jenki Zulu a dél-afrikai mozipénztáraknál jól teljesített, és ez lett a legtöbb bevételt hozó film az ország történetében. A Cannes-i Filmfesztivál vetítésén szintén pozitív fogadtatásra talált a film a közönség soraiban. Dél-Afrikán kívül leginkább Közép- és Kelet-Európa országaiban vált népszerűvé a film, ahol jellemzően a televízióban mutatták be az 1990-es és 2000-es évek folyamán.
A kritikusok azonban eltérően vélekedtek a filmről. Humorát gyermetegnek tartották, a csapdajelenetekre Reszkessetek, betörők!-koppintásként tekintettek. Nem tartották megfelelőnek a rasszizmus kérdésének ábrázolását sem, különösen a két főszereplő ellenkező bőrszínűre maszkírozását. A TV Guide úgy hivatkozott a filmre, mintha "a Kengyelfutó gyalogkakukk lenne politikai aláfestéssel".

## Magyar bemutató
Magyarországon nem került mozikba a film, videón forgalmazta az InterCom 1995. február 9-től. Televíziós premierjére 2001. február 8-án került sor az RTL Klubon a Barátok közt után, főműsoridőben. A film a teljes lakosság körében 2,04 milliós nézettséget ért el, mellyel a heti toplista 14. helyét foglalhatta el, a 18–49-es célcsoportban pedig a hét legnézettebb műsora volt.

## Fordítás
Ez a szócikk részben vagy egészben  a   There's a Zulu On My Stoep című angol Wikipédia-szócikk ezen változatának fordításán alapul.  Az eredeti cikk szerkesztőit annak laptörténete sorolja fel. Ez a jelzés csupán a megfogalmazás eredetét és a szerzői jogokat jelzi, nem szolgál a cikkben szereplő információk forrásmegjelöléseként.